# Crocidura katinka
Crocidura katinka is een zoogdier uit de familie van de spitsmuizen (Soricidae). De wetenschappelijke naam van de soort werd voor het eerst geldig gepubliceerd door Bate in 1937.